# ラティフ・ヤヒア

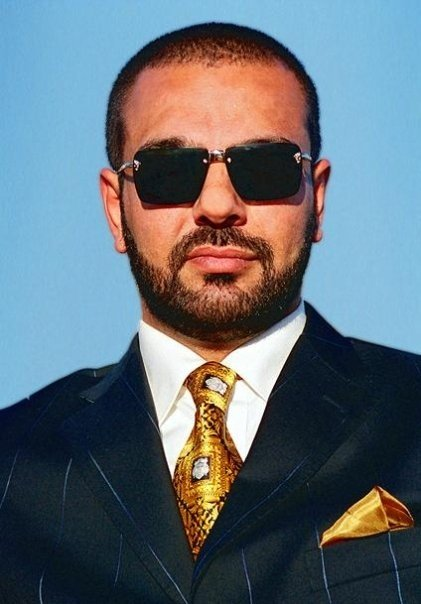
ヤヒア、2009年撮影。

ラティフ・ヤヒア（Latif Yahia、アラビア語: لطيف يحيى, Laṭīf Yaḥīa、1964年6月14日 - ）は、イラク生まれの著作家、イラン・イラク戦争に従軍した元戦闘員。ただし、ヤヒアが自称する経歴については、少なくとも2人のジャーナリストたちが疑義を提起している。ヤヒアは、自分がかつて、イラクの独裁者だったサッダーム・フセインの長男ウダイの影武者であったと自称していることで知られている。

## 経歴
ヤヒアは、クルド人の血統を引いている。彼自身が述べるところによれば、彼がウダイの影武者となったのは、イラン・イラク戦争が開戦した後だったという。ヤヒアは、ウダイより4日早く生まれていた。23歳だった彼は、大統領宮殿に呼び出されたが、そこで再会した、かつて学校で一緒だったウダイは、級友たちが二人の容貌が似ていると話していたことを覚えていた。ヤヒアは、ウダイの影武者 (fedai) となり、危険が予想される場合にはウダイとして公衆の前に姿を表すことになると告げられた。この仕事を断ったヤヒアは、独房に監禁されてしまう。やがて解放されたヤヒアは、ウダイの影武者となることを引き受けた。その後ヤヒアは、6ヶ月にわたってウダイの話し方や振る舞いを真似る訓練を受けた。容貌がさらに似るように、整形手術や歯科矯正も受けた。イラクによるクウェート侵攻の最中には、ヤヒアはイラク軍部隊の士気を高めるためバスラへ送られ、ウダイとして部隊の前に姿を現した。
ヤヒアとウダイの関係は、その後ぎくしゃくしたものとなっていった。ヤヒアが述べるところによれば、積み重なっていた様々な事情の最後に決定的な悶着の種となったのは、ウダイが興味を示したある女性が、ヤヒアの方に関心を寄せたことであった。ウダイはヤヒアを撃ち、擦り傷を負わせた。美人コンテストのタイトルも持っていたこの女性とその父親を殺すように命じられたヤヒアは、ウダイに逆らって、両手を広げて二人を守ろうとした。ヤヒアはイラク北部へ逃亡したが、ウダイと間違えられてクルド人の軍事組織ペシュメルガに監禁された。やがて、彼がウダイではないと分かると、彼は解放され、1992年にオーストリアへの亡命が認められた。オーストリアで襲撃された後、1995年にロンドンへ移り住んだ
1997年3月10日、ヤヒアはノルウェーの難民事務所にガソリンの缶を持ち込み、それを床に撒き散らし、火をつけるぞと脅して、担当の職員を脅迫したとされる。職員は何とかヤヒアを落ち着かせ、彼は30分ほどで現場から逃走した。その後、ヤヒアは警察に逮捕された。裁判が始まる前に釈放された彼は、イギリスを出国して、まずドイツへ向かい、次いでアイルランドへ移った。

### ヤヒアが述べる経歴への疑義
『アイリッシュ・タイムズ』紙の記者ヨーン・バトラー (Eoin Butler) と『サンデー・タイムズ』紙の記者エド・シーザー (Ed Caesar) は、ウダイの影武者だったことなど、ヤヒアが自称する様々な主張を検証し、1992年にイラクを出国して以降について自称されていることの多くが、学歴などを含め、実証できないことを指摘している。
2007年、バトラーは、ヤヒアにインタビューをして、ヤヒアが様々な機会に説明してきた内容に色々な矛盾があることに焦点を当てた記事を書いた。2011年、ヤヒアの著書『デビルズ・ダブル (The Devil's Double)』の発売前に、バトラーは、ヤヒアがウダイの影武者だったときの物語は、「穏やかな言い方をすれば、手の込んだありそうにもない話 (to put it mildly, far-fetched)」だと述べている。2007年のインタビューが発表された後、ヤヒアの元妻がバトラーに連絡してきて、彼女が最初にヤヒアに出会ったときには、ハーリド・アル・クバイシ (Khalid al-Kubaisi) という名前を使っていたと告げた。彼女が、ウダイの影武者という話をはじめて耳にしたのは、結婚した後のことだったが、彼女はその話を「疑わしい (dubious)」と思ったという。
2011年、シーザーはフセイン政権時代を知る様々な人々へのインタビューをおこなった。サッダーム・フセインが影武者を立てているという話は広く知られていたが、ウダイと親しかった女性2人はウダイについては影武者はいなかったと断言した。女性のひとりは、ヤヒアは1990年に、ウダイを騙ったとして投獄されたのだと話し、もうひとりは、同様のことを裏付けた上で、ヤヒアが女性を引っ掛けるためにウダイのふりをしていた、と述べた。1989年から2003年まで大統領宮殿で護衛役を務めていた人物は、ウダイは影武者を立てたことはないと否定した。サッダーム・フセインの担当医であったイブン・シーナ (Ibn Sina) 病院の整形外科医は、ヤヒアが主張するような形成外科手術が行われた事実はないとした。彼は、ウダイへの外科手術は数多く施術したが、ウダイに影武者がいたということはなかった、とも述べた。当時のイラクの諸事に通じ、フセイン兄弟に近い人物とも友人だったと称するアメリカ合衆国中央情報局 (CIA) のイラクにおける元職員は、ヤヒアのことは当時聞いたことはなかったし、ウダイが影武者を使っているという話もまったく聞かなかったと述べた。ヤヒアは、こうした主張に反論し、彼の存在は国家機密だったのだと述べた。
サッダーム・フセインは拘束後の尋問において、イラクの政権関係者、特にウダイが影武者を立てていたかと問われたのに対し、そうした話を否定した上で、「息子たちはそんなことはせんだろう (I think my sons would not do this)」と述べたという。

## 映画
リー・タマホリが監督し、ドミニク・クーパーが主演してヤヒアとウダイの二役を演じた映画『デビルズ・ダブル -ある影武者の物語-』は、2011年1月22日にサンダンス映画祭で初公開された。
ナショナルジオグラフィック・チャンネル)の番組『Locked Up Abroad』は、2012年のエピソードのひとつでヤヒアを取り上げた。

## 著書
- I was Saddam's Son released on 1 May 1991 by Arcade Publishing. Hardcover: 250 pages. Co-author: Karl Wendl.
- The Devil's Double released on 5 June 1995 by Arrow Books Ltd. Paperback: 334 pages.
- The Black Hole released on 20 November 2006 by Arcanum Publishing. Paperback: 224 pages.
- The Hangman of Abu Ghraib released on 20 November 1998 by Arcanum Publishing. Paperback: 484 pages.